# Rdzeń lodowy

Rdzeń lodowy z odwiertu

Rdzeń lodowy – próbka rdzeniowa z wiercenia w warstwach powstałych w wyniku wieloletniej akumulacji śniegu i lodu, które zrekrystalizowały i uwięziły pęcherzyki powietrza oraz inne osady (np. pył wulkaniczny) pochodzące z różnych okresów. Ze składników rdzenia lodowego, szczególnie obecności izotopów wodoru i tlenu, możliwe jest odczytanie informacji o klimacie w przeszłości, m.in. temperatury, opadów, zawartości gazów i aerozoli atmosferycznych.

## Badania
Do 2017 roku najstarsze rdzenie lodowe pozwalały odtworzyć historię klimatu w ciągu ostatnich 800 tysięcy lat. Taki rdzeń został wydobyty z kopuły lodowej Dome C na Antarktydzie. Starszy lód, zalegający na większej głębokości, w większości przypadków ulegał stopieniu pod wpływem ciepła geotermalnego. Przewiduje się, że w niektórych obszarach lądolodu antarktycznego może być możliwe wydobycie rdzeni sięgających aż 1,5 miliona lat wstecz. W 2017 roku poinformowano o wydobyciu rdzenia zawierającego niebieski lód lodowcowy o wieku sięgającym 2,7 miliona lat (najmłodszy pliocen), czyli obejmującego cały czwartorzęd i sięgającego w okres przed zlodowaceniami.